# 플라스틱

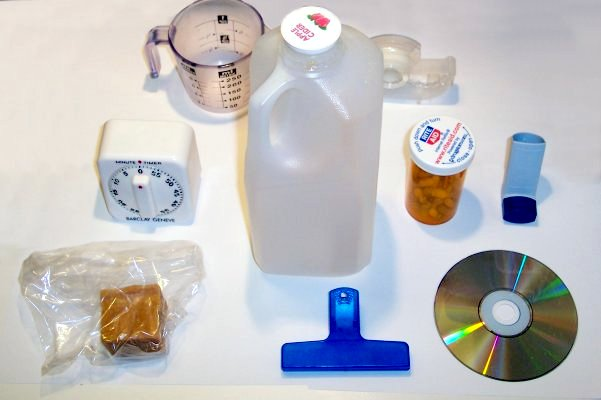
가정에서 사용하는 플라스틱 제품들

플라스틱(영어: plastic)은 쉽게 원하는 모양으로 가공할 수 있다는 의미의 그리스어 플라스티코스(plastikos)에서 유래했으며, 열과 압력을 가해 성형할 수 있는 합성수지이다. 많은 종류가 있으며, 열을 가해서 재가공이 가능한지에 따라서 열가소성플라스틱과 열경화성플라스틱로 나눌 수 있다.
대부분의 플라스틱은 100℃ 이상으로 가열할 때 녹거나 분해된다. 합성 플라스틱이라고도 한다.

## 역사
플라스틱의 개발은 천연 플라스틱 물질(예: 껌, 셸락)의 사용에서부터 화학적으로 수정된 천연물질(예: 천연고무, 나이트로셀룰로스, 갈랄리드), 끝으로 완전한 합성 분자(예: 베이클라이트, 에폭시, 폴리염화 비닐)로 발전해왔다. 기원전 1600년 즈음, 메소아메리카는 공, 밴드, 작은 조각상에 천연 고무를 사용하였다.
19세기 산업혁명 시기에 화학공업이 발전하였으며 수많은 물질들이 보고되었다. 플라스틱의 개발 또한 찰스 굿이어의 가황의 발견을 가속화시켰다.
셀룰로이드(나이트로셀룰로스)은 인간이 만든 최초의 플라스틱으로 간주된다. 이 플라스틱 물질은 1856년 영국 버킹엄의 Alexander Parkes에 의해 특허를 받았다. 런던의 1862 국제 전시회에서 공개되었다. (최근에는 옥수수로 만든 새로운 플라스틱도 나왔다.)

## 종류
- 폴리에틸렌(polyethylene, PE)
- 폴리프로필렌(polypropylene, PP)
- 폴리스타이렌(polystyrene, PS)
- 폴리에틸렌 테레프탈레이트(polyethylene terephthalate, PET, 페트)
- 폴리아미드(polyamides, PA)
- 폴리에스터(polyester, PES)
- 폴리염화비닐(polyvinyl chloride, PVC)
- 폴리우레탄(polyurethanes, PU)
- 폴리카보네이트(polycarbonate, PC)
- 폴리염화비닐리덴(polyvinylidene chloride, PVDC,사란)
- 이 외에도 다양한 플라스틱을 서로 섞어 사용한다. (OTHER)

## 장점
- 다른 재질에 비해 저렴하다. 플라스틱이 가장 보편적으로 쓰이는 이유로, 대량 생산을 용이하게 하였으며, 대부분의 공산품에 플라스틱이 쓰이고 있다.
- 금속이나 도자기에 비해서 비중이 작기 때문에 가볍고 강한 제품을 만들 수가 있다.
- 여러 가지 약품에 피해를 입지 않는 내식성.
- 투명성이 있고 착색을 자유롭게 할 수 있기 때문에 밝고 아름다운 제품을 만들 수가 있다.
- 가공성이 좋고, 복잡한 형상의 것도 능률적으로 대량생산 할 수가 있다.
- 전기절연성이 우수하기 때문에 전기    냉장고, TV, 라디오 등의 부품에 사용할 수 있다.
- 플라스틱 발포제는 단열재로서 고성능을 갖고 있어 단열성이 우수하다.
- 플라스틱은 청결해서 미생물의 오염으로부터 식품을 보호해준다.
- 분해 시간이 길어 부패하는 속도가 느려서 장기보존이 용이하다.

## 단점
- 다른 재질들에 비해 쉽게 부패, 분해되지 않는다는 점은 역으로 버려진 플라스틱이 장시간 자연에 축적되어 생태계에 무시 못할 피해를 입힌다. 버려진 플라스틱의 대부분은 바다로 떠밀려가 태평양 거대 쓰레기 지대와 같은 형태로 바다에 쌓여서 이를 해파리로 착각하고 섭취한 바다생물들에게 소화기 장애와 죽음을 선사한다. 플라스틱은 이후 점점 잘게 쪼개져 미세플라스틱이라고 불리는 자잘한 조각이 되는데, 이는 바다생물의 몸 속에 축적되어 결국 이를 먹는 사람의 몸에도 쌓인다.

- 처리 과정에서 환경호르몬이 검출된다. 소각이나 매립 과정에서 환경호르몬이 생성되고, 이러한 환경 호르몬은 인체에도 영향이 가며, 각종 이상 증상을 유발한다.

- 자연 상태에서 분해될시 조건에 따라 지역 생태에 치명적인 화학물질로 변환되면서 동시에 공기중에 co2로 환원되기도 한다.

## 특수 플라스틱
- 폴리테트라플루오로에틸렌(polytetrafluoroethylene, PTFE, 테플론)
- 폴리에테르에테르케톤(polyetheretherketone, PEEK, 폴리케톤)
- 폴리에테르이미드(polyetherimide, PEI, 울템)

## 재활용
플라스틱은 종이처럼 재활용을 거듭할 때마다 품질이 나빠지는 특성을 가지고 있다. 미국 콜로라도 주립대학의 jianbo zhu 박사는 이러한 경향이 플라스틱을 구성하는 고분자들의 종류가 일정하지 않기 때문임에 착안하여, 분자의 종류가 동일해서 몇 번을 재활용해도 본래의 성질이 유지되는 플라스틱을 실용성 있게 만들어내는 데 성공했다. 이후 페트병처럼 플라스틱이 많이 쓰이는 분야부터 차근차근 적용할 계획이다.
재활용이 원활하게 이루어질 경우 수거된 플라스틱은 분류 작업을 거쳐 펠렛 형태로 재가공이 된다.
재활용이 가능하지 않은 플라스틱도 존재하며, 가능하더라도 단가 등의 경제적 이유 등으로 인해 재활용률이 그리 높지 않은 상황이다.

## 같이 보기
- 화합물
- 플라스틱 오염
- 플라스틱 병
- 바이오플라스틱
- 생분해성 플라스틱
- 합성수지
- 단프라(DanPla, en:Corrugated plastic)